# Challenge Jules Cadenat
El Challenge Jules Cadenat va ser una competició de rugbi francesa creada i organitzada per l'AS Béziers durant els anys 1970. Reunia sota invitació equips de la 1a divisió a principis de temporada fins al 1973; més tard es va jugar a mitjans de juny (de 1974 fins a 1978, any en què es va celebrar per darrer cop).
Aquesta competició duia el nom d'un dels fundadors de l'AS Béziers, Jules Cadenat, antic jugador de l'SCUF, i que fou president de l'ASB i membre del comitè de selecció de l'Équipe de France durant molts anys.

## Palmarès
- 1967: AS Béziers guanya a (?)
- 1968: Anul·lat. El partit RC Narbonne - AS Béziers és interromput al minut 63 després de desencadenar-se disturbis generals, en el moment que el Narbona guanyava 12 - 3
- 1969: AS Béziers guanya a ES Avignon Saint-Saturnin
- 1970: AS Béziers guanta a (?)
- 1971: AS Béziers guanya a SU Agen 28 - 6
- 1972: SU Agen i l'A.S Montferrand empaten 12 - 12. Finalment l'Agen va ser declarat vencedor en benefici dels assaigs marcats (3-0).
- 1973: AS Béziers guanya a SU Agen 28 - 15
- 1974: AS Béziers guanya a SU Agen
- 1975: AS Béziers guanya a CA Brive 46 - 4
- 1976: AS Béziers guanya a SU Agen
- 1977: AS Béziers guanya a RC Narbonne 38 - 28
- 1978: AS Béziers guanya a una Selecció Challenge Cadenat 76 - 20

El 30 de setembre de 1978 es va organitzar també la final del 1r "Trofeu Internacional Cadenat", que reagrupà 4 equips, dels quals 3 eren d'altres lligues. L'AS Béziers guanyà al Glamorgan County RFC, del País de Gal·les, per 31 a 6.